# Bataille de Furnes (1297)
Pour les articles homonymes, voir Bataille de Furnes.
Guerre de Flandre (1297-1305)
Batailles
- Furnes (1297)
- Lille (1297)
- Bruges (1302)
- Courtrai (1302)
- Lille (1302)
- Arques (1303)
- Zierikzee (1304)
- Mons-en-Pévèle (1304)
- Lille (1304)

La bataille de Furnes, dans la région même surtout appelée bataille de Bulscamp, opposa les troupes françaises aux troupes flamandes le 20 août 1297. Les Français, conduits par Robert II d'Artois, en ressortirent victorieux. Toutefois, son fils Philippe d'Artois fut grièvement blessé et succombera à ses blessures un an plus tard.

## Contexte
- Au XIIIe siècle, les rois de France œuvrent à renforcer leur pouvoir et à mettre au pas les grands vassaux. La Flandre, cette riche région au nord de la France, est convoitée par la France qui depuis la bataille de Bouvines en 1214 a veillé à rester très présente dans la région.
- De ce fait les relations entre la France et le comté de Flandre alternent périodes de rapprochement et moments de tension, les comtes de Flandre successifs cherchant à retrouver une plus grande indépendance par rapport à leur puissant suzerain. En 1297, Philippe le Bel règne en France tandis que le comte de Flandre est Gui de Dampierre.
- Les riches communes flamandes jalouses de leur autonomie vis-à-vis du comte de Flandres vont jouer de ces tensions en se rapprochant du Roi de France pour mieux s'affranchir du pouvoir du comte. Se crée ainsi en Flandre un mouvement appelé les Léliarts (partisans de la fleur de lys, emblème du Roi de France) appartenant à la grande bourgeoisie ou à la noblesse locale, favorables au Roi alors que les Clauwerts, regroupant les artisans et le peuple, restent fidèles au comte[2].
- Gui de Dampierre cherche en cette fin de XIIIe siècle à se défaire de l'emprise de la France et songe à se rapprocher de l'ennemi de Philippe le Bel : Édouard Ier, roi d'Angleterre.

- Le motif direct de l'intervention de la France en Flandres en 1297 découle de cette alliance entre Gui de Dampierre et le Roi d'Angleterre. Pour concrétiser celle-ci, Gui de Dampierre se proposait en effet dès 1294 de marier sa fille Philippine avec le fils d’Édouard : le futur Édouard II alors Prince de Galles. Mais il prit cette initiative sans demander le consentement de son suzerain ce qui violait le droit féodal[2]. Philippe le Bel invita Gui et sa fille à venir le voir officiellement pour les féliciter[3]. Arrivés à Paris, il fit enfermer le vieux comte au motif d'alliance avec son ennemi pour le faire juger par la Cour des pairs. Celle-ci innocenta le comte qui est libéré en 1295 mais Philippe le Bel retint Philippine qui mourut en France en 1306[3]. Et il mit comme condition à la libération du Comte une sorte de main-mise sur cinq des plus prospères villes de Flandre : Gand, Bruges, Ypres, Lille, Douai où des officiers français vinrent bientôt s'installer[4]. Gui de Dampierre rentra en Flandre mais ne pouvait accepter ces conditions.
- Édouard Ier n'apprécia évidemment pas cette intervention française et décida de venir en Flandre. Il arrive à Courtrai le 22 novembre et convoque ses alliés à venir le rejoindre pour tenir une conférence. Celle-ci eut lieu à Grammont le 25 décembre 1296. Y assistent autour de Gui de Dampierre et d’Édouard, l'empereur Adolphe de Nassau, Albert, duc d'Autriche (Albert Ier du Saint-Empire), Henri, comte de Bar (Henri III de Bar), Jean, duc de Brabant (Jean II de Brabant), Walram, comte de Juliers (Walram de Juliers), Jean, comte de Hollande (Jean Ier de Hollande)[5]. Autrement dit une alliance de même type que celle rassemblée contre Philippe Auguste avant la bataille de Bouvines : la guerre était inévitable.

## L'entrée en guerre
Gui de Dampierre fit savoir à Philippe le Bel qu'il ne le reconnaissait plus comme son souverain, en réponse le roi prononça la confiscation de la Flandre en janvier 1297.
Philippe le Bel s'assure le soutien de l’Écosse et du comte de Hainaut (Jean Ier de Hainaut) descendant de la famille d'Avesnes avec laquelle le comte de Flandre eut souvent maille à partir lors de la guerre de Succession de Flandre et de Hainaut.
À l'été 1297, Philippe le Bel entre en Flandre à la tête d'une puissante armée et vient mettre le siège devant Lille en juin. Le comte de Flandres trop âgé pour combattre a donné pour consigne de ne pas affronter les Français en rase campagne et de les arrêter devant ses villes fortes, le temps que ses alliés lui envoient des renforts. Les renforts n'arriveront pas ou pas en nombre suffisant…
Le siège de Lille qui dure 2 mois se termine par la prise de la ville le premier septembre. Le roi scinde son armée et en confie une partie à Robert d'Artois (Robert II d'Artois) avec charge de se diriger vers la Flandre maritime.
Béthune se soumit rapidement puis Robert d'Artois se dirigea sur Saint-Omer, Cassel puis Bergues. Il y apprit qu'un contingent allemand soutien du comte de Flandres et dirigé par un petit-fils du comte, Guillaume de Juliers le Vieux, avec Jean de Gavre, Thierri, comte de Clèves (Thierri VII de Clèves), fortifiait Furnes afin d'y résister. Robert d'Artois se dirigea donc vers Furnes.

## La bataille de Furnes
Elle eut lieu à Bulscamp (section de la ville actuelle de Furnes) au mois d'août 1297. Robert d'Artois fut rejoint par le châtelain de Bergues qui appartenait avec d'autres nobles au mouvement des Léliarts.
L'armée flamande s'était retranchée près d'un cours d'eau (le Steengracht ?). Les Français ont attaqué alors que les Flamands ne s'y attendaient pas encore. Pourtant, ils ont réussi à repousser l'attaque dans un premier temps, mais les Français ont contre-attaqué et ont réussi à vaincre complètement l'armée flamande.
Selon diverses sources, les Flamands auraient perdu la bataille à cause de la trahison des "Furnois", qui auraient changé de camp pendant la bataille. Cela dit, pour diverses raisons, cela semble particulièrement peu probable. Par exemple, le vicomte de Furnes aurait été l'un des principaux traîtres, mais ses biens ont été saisis par le roi de France. Un autre "traître", Jean de Ghistelles, n'était même pas présent lors de la bataille. Il convient donc de rejeter la "trahison de Furnes" comme une excuse classique pour une bataille perdue.
La ville de Furnes fut pillée et brûlée par les Français.

## Conséquences de la bataille de Furnes
- Robert d'Artois prit Nieuport et Dixmude puis rejoignit le roi de France devant Lille[10].
- Guillaume de Juliers le Vieux et Jean de Gavre perdirent la vie durant ou à la suite des combats[10].
- Édouard Ier avait bien débarqué en Flandre mais avec une armée trop faible et ne combattit pas. Très vite les deux rois de France et d'Angleterre conclurent un armistice[11].
- Gui de Dampierre se retrouvait seul face à Philippe le Bel et en paya les conséquences les années suivantes lors de la guerre de Flandre (1297-1305).
- Une des conséquences finalement les plus importantes de la bataille de Furnes fut la mort des suites des blessures reçues de Philippe d'Artois. Sa mort avant son père Robert II d'Artois fit qu'à la mort de ce dernier la fille de Robert, Mahaut d'Artois, hérita du comté d'Artois. Le fils de Philippe Robert III d'Artois, trop jeune pour s'y opposer, revendiqua toute sa vie le comté qu'il estimait devoir lui revenir de droit. Ses échecs répétés et son bannissement du royaume de France l'amenèrent en Angleterre où il poussa le roi Édouard III à engager la guerre pour récupérer le trône de France : ainsi débuta la guerre de Cent Ans.

## Postérité
La bataille de Furnes du 20 août 1297 a donné lieu à une eau-forte réalisée par Nicholas Cochin l'Ancien représentant le Roi de France en son lit de justice entouré de son armée victorieuse, auquel les Flamands présentent les clés de leurs villes en implorant sa grâce. L’œuvre se veut probablement symbolique : a priori Philippe le Bel ne vint pas à Furnes : il assiégeait Lille où Robert d'Artois vint le rejoindre.